# Monica Sinclair
Monica Sinclair (23 de marzo de 1925 – 7 de mayo de 2002) fue una cantante de ópera británica. Con voz de contralto, canto en numerosas ocasiones para la Royal Opera, Londres, en los años 1950 y 1960, actuando en escena y en grabaciones junto a artistas de la talla de Joan Sutherland, Luciano Pavarotti, Maria Callas, Sir Thomas Beecham y Sir Malcolm Sargent, entre otros muchos. Cantante con buenas aptitudes cómicas, Sinclair grabó muchas óperas de Gilbert y Sullivan, además de títulos pertenecientes al repertorio operístico estándar.

## Biografía
Nacida en Evercreech, Inglaterra, cursó estudios musicales en la Royal Academy of Music. Debutó en 1948 con la Carl Rosa Opera Company, interpretando el papel de Suzuki en la obra de Giacomo Puccini Madama Butterfly. Su primera actuación en el Covent Garden llegó en 1949, con La flauta mágica, de Wolfgang Amadeus Mozart. Entre sus primeros papeles en el Covent Garden figuran los de Maddalena (Rigoletto), Mrs Sedley (Peter Grimes), Feodor (Borís Godunov), Rosette (Manon), Flosshilde (El oro del Rin), Siegrune (La valquiria), Azucena (Il trovatore), Pauline (La dama de picas), Mercedes (Carmen) y la voz de la madre de Antonia (Los cuentos de Hoffmann). Así mismo, ella dio voz a Nicklaus en la película de 1951 de Michael Powell y Emeric Pressburger Los cuentos de Hoffman.
Sinclair actuó por vez primera en el Festival de Glyndebourne en 1954 con el papel cómico de Ragonde en la primera representación en el Reino Unido de la ópera de Gioachino Rossini El conde Ory. También canto los papeles de Berta (El barbero de Sevilla), Marcellina (Las bodas de Fígaro), Dryade (Ariadna en Naxos), y la Reina Henrietta (I puritani, con Joan Sutherland). En el año 1961 hizo una grabación en estudio de la pieza El pirata, de Vincenzo Bellini, cantando junto a Maria Callas y Alexander Young.
De nuevo en el Covent Garden en la temporada 1959/60, Sinclair añadió nuevos papeles a su repertorio – Annina (El caballero de la rosa, en el debut de Georg Solti en el Covent Garden, con Elisabeth Schwarzkopf y Sena Jurinac), Bradamante (Alcina, con diseño y dirección de Franco Zeffirelli, con Joan Sutherland en el papel principal), Theodosia (La mujer silenciosa), la abadesa (Diálogos de carmelitas), Marfa (Jovánschina), Emilia (Otelo) y la marquesa de Birkenfeld (La hija del regimiento, con Sutherland y Luciano Pavarotti). Este último papel también lo cantó en la Metropolitan Opera House, en Nueva York.
Otra de sus actuaciones internacionales fue el papel del título en la ópera de Jean-Baptiste Lully Armida, representada en Burdeos en 1955.
Monica Sinclair falleció en Inglaterra en 2002, a los 77 años de edad. Fue enterrada en el Cementerio de St Peter, en Limpsfield, Inglaterra. Había estado casada con Anthony Tunstall, un antiguo instrumentista de horn player del Covent Garden, con el que tuvo seis hijos.

## Actuaciones en piezas de estreno
Monica Sinclair interpretó diferentes papeles en obras de estreno, entre los cuales figuran los siguientes, la mayor parte de ellas representadas en el Covent Garden:
- 1951: Heavenly Body en The Pilgrim's Progress, de  Ralph Vaughan Williams
- 1952: Margret en el estreno británico de Wozzeck, de Alban Berg (con dirección de Erich Kleiber, que también había dirigido el estreno mundial en Berlín)[2]
- 1953: Condesa de Essex en el estreno de Gloriana, de Benjamin Britten
- 1954: Evadne en Troilo y Crésida, de William Walton
- 1954: Ragonde en el estreno británico de El conde Ory, de Gioachino Rossini (en el Festival de Glyndebourne)
- 1955: Una voz en The Midsummer Marriage, de Michael Tippett (más adelante también cantaría el papel de Sosostris en esa ópera[3])
- El 11 de abril de 1959 actuó en un estreno emitido por la BBC de la ópera de Eugene Aynsley Goossens Don Juan de Mañara, cantando junto a Marie Collier, Helen Watts y Bruce Boyce, entre otros
- 1967: Madame Popova en el estreno de The Bear, opera en un acto de William Walton (Festival de Aldeburgh)[2]

## Selección de su discografía[4]
- Ludwig van Beethoven, Misa en do mayor
- Giovanni Battista Bononcini: Griselda (con Lauris Elms, Joan Sutherland, Margreta Elkins, Spiro Malas, Ambrosian Opera Chorus, Orquesta Filarmónica de Londres, dirección de Richard Bonynge)
- Johannes Brahms: Rapsodia para alto (dirección de Sir Adrian Boult)
- Frederick Delius: A Mass of Life (con Rosina Raisbeck, Charles Craig y Bruce Boyce, dirección de Sir Thomas Beecham)
- Gaetano Donizetti: La hija del regimiento (con Spiro Malas, Luciano Pavarotti, Joan Sutherland, dirección de Bonynge)
- John Gay: The Beggar's Opera (1955; con la Pro Arte Orchestra and Chorus, dirección de Sir Malcolm Sargent)
- Edward German: Merrie England
- Gilbert y Sullivan: H.M.S. Pinafore, Trial by Jury, Iolanthe, El Mikado, Patience, The Pirates of Penzance, Ruddigore, Los alabarderos de la Casa Real (todas con la Pro Arte Orchestra bajo la dirección de Sir Malcolm Sargent)
- Charles Gounod: Fausto (con Sutherland)
- George Frideric Haendel: El Mesías (con Jon Vickers, Giorgio Tozzi, Jennifer Vyvyan, dirección de Beecham)
- Haendel: Alcina
- Haendel: Israel en Egipto
- Wolfgang Amadeus Mozart: Las bodas de Fígaro (Graziella Sciutti, orquesta del Festival de Glyndebourne dirigida por Vittorio Gui)
- Mozart: Réquiem (con Elsie Morison, Alexander Young, Marian Nowakowski, BBC Chorus, Royal Philharmonic Orchestra, dirigidos por Beecham)[5]
- Henry Purcell: Dido y Eneas (con Janet Baker)
- Gioachino Rossini: El conde Ory (estreno británico en Glyndebourne)
- Johann Strauss (hijo): El barón gitano
- Igor Stravinsky: Mavra (con Helen Watts, Kenneth MacDonald, Joan Carlyle, Orquesta de la Suisse Romande dirigida por Ernest Ansermet)
- Michael Tippett: The Midsummer Marriage (con Adele Leigh, Otakar Kraus, Joan Sutherland y John Lanigan, dirección de John Pritchard)
- Richard Wagner: La valquiria (dirección de Sir Edward Downes)
- William Walton: Troilo y Crésida (con Richard Lewis, Elisabeth Schwarzkopf y Marie Collier, dirigidos por el compositor).